# Liste der Mitglieder der American Academy of Arts and Sciences/1956
Im Jahr 1956 wählte die American Academy of Arts and Sciences 98 Personen zu ihren Mitgliedern.

## Neu gewählte Mitglieder
- Morris Albert Adelman (1917–2014)
- William Foxwell Albright (1891–1971)
- Rosemary Park Anastos (1907–2004)
- Charles Alfred Anderson (1902–1990)
- Jaime Benitez (1908–2001)
- Lloyd Viel Berkner (1905–1967)
- Michael Berliner Bever (1911–1992)
- Morris Gilbert Bishop (1893–1973)
- Nicolaas Bloembergen (1920–2017)
- Charles Eustis Bohlen (1904–1974)
- Robert Richardson Bowie (1909–2013)
- Chester Bliss Bowles (1901–1986)
- Walter Houser Brattain (1902–1987)
- Mary Agnes Burniston Brazier (1904–1995)
- Kingman Brewster (1919–1988)
- George Hermann Büchi (1921–1998)
- Robert Kenneth Carr (1908–1979)
- Min-Chueh Chang (1908–1991)
- Vernon Irvin Cheadle (1910–1995)
- Yee Chiang (1903–1977)
- Marshall Clagett (1916–2005)
- Saul Gerald Cohen (1916–2010)
- Albert Sprague Coolidge (1894–1977)
- Robert Marie Jules Constant Courrier (1895–1987)
- Herbert Dieckmann (1906–1986)
- Owen Dixon (1886–1972)
- John Englebert Dunphy (1908–1981)
- Melville Eastham (1885–1964)
- Harold Eugene Edgerton (1903–1990)
- Lewis Libman Engel (1909–1978)
- Francis Raymond Evershed (1899–1966)
- Charles Fairman (1897–1988)
- Bernard Taub Feld (1919–1993)
- Thomas Knight Finletter (1893–1980)
- Jordi Folch-Pi (1911–1979)
- Harold Adolph Freeman (1909–1997)
- Antoine Marc Gaudin (1900–1974)
- Myron Piper Gilmore (1910–1978)
- Andrew Mattei Gleason (1921–2008)
- Leo Goldberg (1913–1987)
- Sydney Goldstein (1903–1989)
- Francis Whiting Hatch (1897–1975)
- Joseph Marchant Hayman (1896–1986)
- Oscar Milton Hechter (1916–2002)
- Maurice Haskell Heins (1915–2015)
- Edith Fishtine Helman (1905–1994)
- Richard Hofstadter (1916–1970)
- Gerald James Holton (* 1922)
- George Caspar Homans (1910–1989)
- Carl Iver Hovland (1912–1961)
- Dwight Joyce Ingle (1907–1978)
- Howard Bonar Jefferson (1901–1983)
- Chester Morse Jones (1891–1972)
- William James Kenealy (1904–1974)
- Alexandre Koyré (1892–1964)
- Ivan Mackenzie Lamb (1911–1990)
- Le Corbusier (1887–1965)
- Ben William Lewis (1900–1987)
- Lynn Harold Loomis (1915–1994)
- Albert Bates Lord (1912–1991)
- Charles Peirson Lyman (1912–2000)
- Herman Francis Mark (1895–1992)
- Joe Vincent Meigs (1892–1963)
- Ludwig Mies van der Rohe (1886–1969)
- Bryan Patterson (1909–1979)
- Stephen Coburn Pepper (1891–1972)
- Karl Harry Pribram (1919–2015)
- Curt Paul Richter (1894–1988)
- Warren Max Rohsenow (1921–2011)
- James Joseph Rorimer (1905–1966)
- Eugene Victor Rostow (1913–2002)
- Elizabeth Buckley Shull Russell (1913–2001)
- Harold Schlosberg (1904–1964)
- Robert Richardson Sears (1908–1989)
- David Powell Shoemaker (1920–1995)
- Leslie Earl Simon (1900–1983)
- Henry DeWolf Smyth (1898–1986)
- Aaron Cecil Snyder (1907–1959)
- Reidar Fauske Sognnaes (1911–1984)
- Arthur Kaskel Solomon (1912–2002)
- Robert Merton Solow (1924–2023)
- John Varnum Spalding (1897–1979)
- Victor Paul Starr (1909–1976)
- William Edwards Stevenson (1900–1985)
- Frederick Campion Steward (1904–1993)
- Geoffrey Ingram Taylor (1886–1975)
- Stanley Ferdinand Teele (1906–1967)
- Samuel Edmund Thorne (1907–1994)
- Bradford Washburn (1910–2007)
- Heinz Werner (1890–1964)
- Harry Wexler (1911–1962)
- James Clarke White (1895–1981)
- Lynn Townsend White (1907–1987)
- Morton Gabriel White (1917–2016)
- Robert Winthrop White (1904–2001)
- Amos Niven Wilder (1895–1993)
- Raymond Sanger Wilkins (1891–1971)
- Albert Franklin Yeager (1892–1961)